# إصلاحات هارتز
إصلاحات هارتز (بالإنجليزية: Hartz reforms)‏ أو خطة هارتز (بالإنجليزية: Hartz plan)‏ هي عبارة عن مجموعة من التوصيات المقدمة من قبل لجنة حول إصلاحات سوق العمل الألماني في عام 2002. وقد سميت على اسم رئيس اللجنة، بيتر هارتز، وأصبحت هذه التوصيات فيما بعد جزء من سلسلة إصلاحات أجندة الحكومة الألمانية لعام 2010، المعروفة باسم هارتز 1 – هارتز 4. ابتكرت اللجنة ثلاثة عشر "وحدة ابتكار" أوصت بإجراء تغييرات على نظام سوق العمل الألماني. ثم تم وضعها موضع التنفيذ تدريجيًا: تم تنفيذ تدابير هارتز 1-3 في الفترة ما بين 1 يناير 2003 و2004، في حين تم تنفيذ هارتز 4 في 1 يناير 2005.

## هارتز الأول والثاني والثالث
دخل كل من هارتز الأول والثاني حيز التنفيذ في 1 يناير 2003، بهدف تسهيل إنشاء أنواع جديدة من الوظائف، ويغطي، على سبيل المثال:

### هارتز الأول
- تأسيس "وكالات خدمات الموظفين" (وكلاء الخدمات الشخصية).
- دعم التعليم المهني الإضافي من وكالة العمل الفيدرالية الألمانية.
- مدفوعات المعيشة من قبل وكالة العمل الاتحادية.

### هارتز الثاني
- أنواع جديدة من العمالة، وظائف صغيرة ووظائف متوسطة، مع انخفاض الضرائب ومدفوعات التأمين أو ارتفاعها تدريجيًا.
- منحة لرواد الأعمال.
- إدخال مراكز العمل والمرافق الحكومية المحلية لتوفير خدمات التوظيف العامة.

### هارتز الثالث
- دخل هارتز 3 حيز التنفيذ في 1 يناير 2004. وكان هذا الإجراء يهدف إلى إعادة هيكلة وإصلاح وكالة خدمات التوظيف العامة الفيدرالية، التي تم تغيير اسمها من مكتب العمل الاتحادي، إلى الوكالة الاتحادية للعمل.

## هارتز الرابع
تم التصويت على المرحلة الرابعة من الإصلاح من قبل البوندستاغ في 16 ديسمبر 2003، ومن قبل البوندسرات في 9 يوليو 2004، لتصبح سارية المفعول بحلول 1 يناير 2005.
جمع هذا الجزء من الإصلاحات بين إعانات البطالة السابقة للعاطلين عن العمل لفترة طويلة وإعانات الرعاية الاجتماعية، مما تركهما عند المستوى الأدنى تقريبًا من البرنامج السابق (المساعدة الاجتماعية). كان المستوى للشخص الواحد 374 يورو شهريًا (المعروف باسم مجموعة القواعد). وقد ارتفع هذا المبلغ منذ ذلك الحين ليصل إلى 391 يورو شهريًا في عام 2013. يضاف إلى ذلك المساعدة المالية في مجال السكن والرعاية الصحية. يمكن للأزواج الحصول على فوائد لكل شريك بالإضافة إلى أطفالهم.